# Ceratomyxa myxocephala
Ceratomyxa myxocephala is een microscopische parasiet uit de familie Ceratomyxidae. Ceratomyxa myxocephala werd in 2002 beschreven door Aseeva. 